# Дальже, Кристиан
Кристиа́н Дальже (фр. Christian Dalger; 18 декабря 1949, Ним, Гар — 1 июля 2023, Мартиг, Буш-дю-Рон) — французский футболист и тренер, участник чемпионата мира 1978.

## Биография

### Игровая карьера
Дальже начинал карьеру в «Тулоне», за который играл в течение пяти сезонов. Затем он перешёл в «Монако», за который отыграл всего 9 сезонов, как в Лиге 1, так и в Лиге 2. Затем он вернулся в «Тулон», в котором отыграл 4 сезона и завершил карьеру игрока.
В составе сборной Франции играл на чемпионате мира 1978 года, где сыграл один матч.

### Тренерская карьера
По окончании карьеры тренировал ряд команд, среди которых были «Тулон», «Гренобль», «Мартиг» и сборная Мали.

### Смерть
Скончался 1 июля 2023 года в возрасте 73 лет.

## Достижения
«Монако»
- Чемпион Франции (1) : 1977/78
- Чемпион Франции (Лига 2) (2) : 1970/71, 1976/77
- Обладатель Кубка Франции (1) : 1979/80